# Le dodici sedie (operetta)
Le dodici sedie (in russo Двенадцать стульев?, Dvenadcat' stul'ev) è un'operetta incompiuta di Dmitrij Dmitrievič Šostakovič basata sul romanzo del 1928 Le dodici sedie di Il'ja Arnol'dovič Il'f e Evgenij Petrovič Petrov.

## Storia
Šostakovič annunciò l'opera nel luglio del 1939, per il Teatro della Commedia Musicale di Leningrado. Nell'ottobre di quell'anno, suppose che avrebbe finito con l'operetta alla fine di quell'anno, ma non finì mai il lavoro.
La musica fu scritta nel 1939, insieme al lavoro su una Sinfonia Lenin incompiuta e altre sette opere, che comprendevano un'opera sulla Flotta Baltica nel 1917, un'opera non identificata sulla Guerra civile, adattamenti operistici della sua musica per I giorni Volochayev e Il Grande Cittadino (Velikij graždanin), i romanzi Un eroe del nostro tempo e Masquerade di Lermontov, Come fu temprato l'acciaio di Ostrovsky e la musica di scena per l'opera teatrale di Romain Rolland Liluli. Solo piccola parte della musica di Le dodici sedie è sopravvissuta a questo periodo di false partenze.